# ایلیا پیاتتسکی-شاپیرو
ایلیا پیاتتسکی-شاپیرو (روسی: Илья́ Ио́сифович Пяте́цкий-Шапи́ро؛ ۳۰ مارس ۱۹۲۹ – ۲۱ فوریهٔ ۲۰۰۹) ریاضی‌دان اسرائیلی زاده شوروی بود. در طول پیشه‌ای که شصت سال به طول انجامید، وی کارهای چشمگیری در علوم کاربردی و ریاضیات محض کرد. فعالیت و تأثیر عمده وی در زمینه فرم اتومورفیک و تابع ال بود.